# Johannes de Evangelist op Patmos
Jheronimus Bosch, 1489-1499
Olieverf op paneel
63 × 43,3
Johannes de Evangelist op Patmos is een dubbelzijdig beschilderd paneel van de Nederlandse schilder Jheronimus Bosch, dat zich tegenwoordig in de Gemäldegalerie in Berlijn bevindt.

## Voorstelling

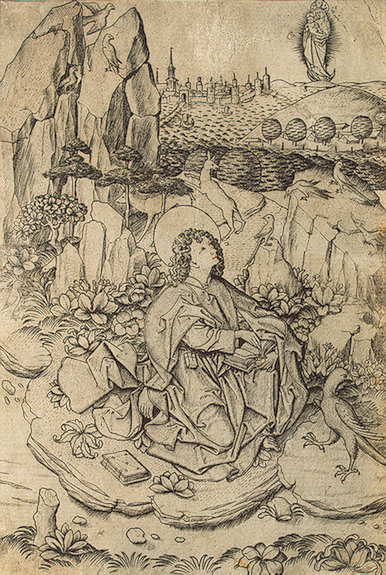
Meester E.S.. Johannes op Patmos. Gravure.

Het stelt het visioen van Johannes de Evangelist op het Griekse eiland Patmos voor zoals beschreven zijn Openbaring. Een engel wijst hem op de verschijning van Maria met het Christuskind zittend op een maansikkel, terwijl in het water achter hem een schip brandt. Rechtsonder probeert een duiveltje met zijn harkje de pennenkoker van Johannes de Evangelist te stelen. Waarschijnlijk is dit De tytinillus, de koorduivel, die de zonden van geestelijken die met de koordienst belast zijn opschrijft om ze op de dag des oordeels tegen hen te gebruiken. Het duiveltje schrikt op als hij een adelaar, het symbool van Johannes de Evangelist, in de ogen kijkt. Volgens Bosch-kenner Charles de Tolnay gaat de voorstelling rechtstreeks terug op prenten van de Meester E.S. en Martin Schongauer uit de 15e eeuw.

## Buitenzijde

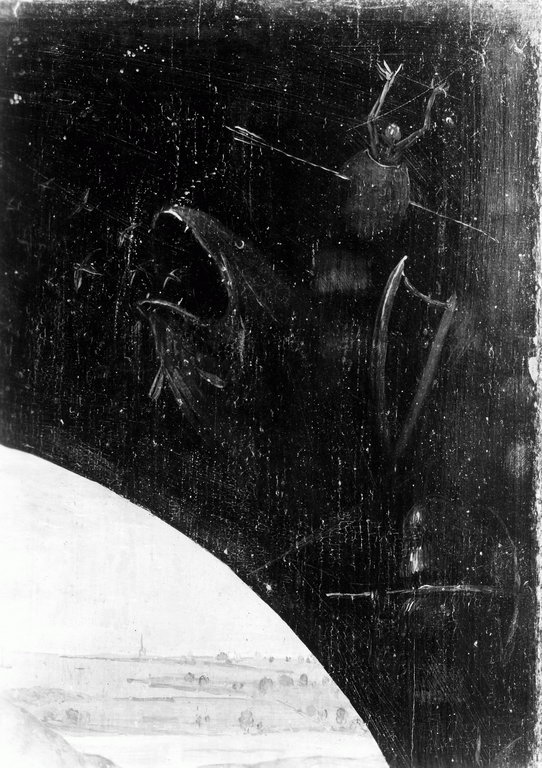
Rechterbovenhoek van de buitenzijde

In een cirkelvormige voorstelling op de achterzijde zijn scènes uit de lijdensweg van Jezus afgebeeld: van de Olijfberg tot en met de Graflegging. In het centrum van deze cirkel bevindt zich een Pelikaan, een van de symbolen van Jezus, omdat men dacht dat deze vogel, zoals Jezus zich voor de mensheid opofferde, zijn eigen bloed uit zijn borst pikte om zijn jongen in tijdens van voedselschaarste in leven te houden. Onder dit tafereel brandt een vuurtje. Rondom het tondo zijn in het donker verschillende monsters en demonen afgebeeld. Een dergelijk schema, een ronde voorstelling in een oceaan van slechtheid, is een vinding van Bosch, en komt ook voor op de als wandtapijt bewaard gebleven Hooiwagen in wereldbol en het door een navolger van Bosch geschilderde Passie-drieluik.

## Lieve-Vrouwe-Broederschapsretabel

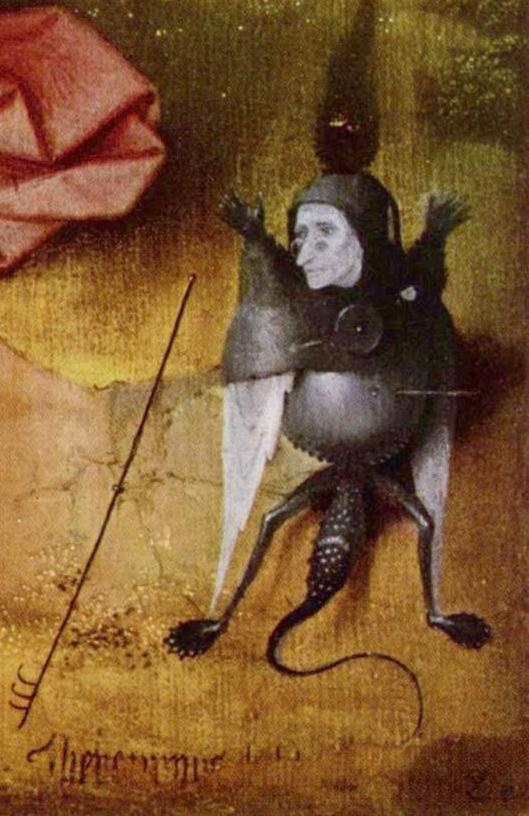
Detail

Het is weleens gesuggereerd dat het hier gaat om een zogenaamd umwendbild, maar omdat één zijde in grisaille is uitgevoerd, moet het echter de zijvleugel van een retabel geweest zijn. Volgens Bosch-kenner Jos Koldeweij is er een aan de zekerheid grenzende waarschijnlijkheid dat de Johannes op Patmos samen met de Johannes de Doper in Madrid de bovenste buitenluiken vormden van het in 1477 door Adriaen van Wesel opgeleverde Mariaretabel in de kapel van de Lieve-Vrouwe-Broederschap in de Sint-Janskathedraal in 's-Hertogenbosch. In 1545/1546 wordt vermeld dat enkele 'deuren van der tafelen staende op Onser liever Vrouwen autair geschildert by meester Jeronimus' (luiken van het retabel staande op het Onze-Lieve-Vrouwenaltaar geschilderd door meester Jheronimus) werden schoongemaakt. Op grond van dendrochronologisch en iconografisch onderzoek gaat hier hoogstwaarschijnlijk om de genoemde panelen. Het beeld van Johannes op Patmos, bijvoorbeeld, was hét symbool voor het Lieve-Vrouwe-Broederschap. Het komt ook voor op kazuifels, drukwerk en een tweede kunstwerk in de Broederschapskapel, gepolychromeerd door een zekere 'Willem die Maelder'. Koldeweij noemt verder nog dat op het rechterbovenluik van Van Wesel eveneens een Johannes op Patmos was afgebeeld, zodat deze heilige ook als het altaarstuk helemaal geopend was, te zien was. Beide vleugels zijn waarschijnlijk gemaakt in opdracht van Jan van Vladeracken, gezworen broeder en proost van de Lieve-Vrouwe-Broederschap. Bosch signeerde het werk rechtsonder precies onder het koorduiveltje. Het is niet ondenkbaar dat Bosch zichzelf hier als Tytinillus afgebeeld heeft. Volgens een tekst uit 1621 zijn op de geschilderde panelen van het Mariaretabel portretten van leden van het Lieve-Vrouwe-Broederschap verwerkt in de vorm van toeschouwers of passanten in de verschillende voorstellingen.

## Datering
De datering vormt echter de zwakste schakel in de hierboven beschreven hypothese. Dendrochronologisch onderzoek heeft uitgewezen dat het paneel op zijn vroegst pas rond 1489 kan zijn beschilderd, maar omdat vaak meerdere jaarringen werden weggesneden en het hout gemiddeld langer dan noodzakelijk bleef liggen is een datering van rond 1495 of later meer waarschijnlijk. Hierdoor is de hypothese dus niet helemaal waterdicht.

## Herkomst
In de loop van de 17e eeuw werd het Mariaretabel ontmanteld en raakten de onderdelen ervan verspreid. De twee binnenste vleugels van Van Wesel bevinden zich tegenwoordig nog steeds in het Zwanenbroedershuis in 's-Hertogenbosch. Fragmenten van de altaarkast bevinden zich in het Rijksmuseum Amsterdam en de Johannes de Doper bevindt zich tegenwoordig in Museo Lázaro Galdiano in Madrid. Johannes de Evangelist op Patmos werd in 1907 door de Gemäldegalerie in Berlijn gekocht van William Fuller Maitland uit Londen.

## Tentoonstellingen
Johannes de Evangelist op Patmos is op de volgende tentoonstellingen te zien geweest:
- Middeleeuwse Kunst der Noordelijke Nederlanden, 28 juni-28 september 1958, Rijksmuseum, Amsterdam.
- Jheronimus Bosch, 1 september-11 november 2001, Museum Boijmans Van Beuningen, Rotterdam.

Schilderijen: Kruisdraging · De tuin der lusten · De keisnijding · Hooiwagen-drieluik · Calvarie met schenker · De Heilige Hiëronymus in gebed · Driekoningen-drieluik · Heilige Christoforus · Johannes de Doper in de wildernis · Johannes de Evangelist op Patmos · Antonius-drieluik · Verzoeking van de heilige Antonius (São Paulo) · De marskramer · Het narrenschip · Allegorie op de gulzigheid · De dood van een vrek · Heremieten-drieluik · Drieluik van de gekruisigde martelares · Visioenen uit het hiernamaals · Zondvloed en hel